# Rachel Cusk
Rachel Cusk (8 de febrero de 1967, Canadá) es una autora canadiense que vive y trabaja en el Reino Unido.

## Infancia y educación
Cusk nació en Canadá en 1967 y pasó su infancia en Los Ángeles hasta 1974. Luego se mudó al Reino Unido donde estudió Literatura inglesa en New College, Oxford.

## Carrera
Cusk escribió diez novelas y tres trabajos de no ficción. Publicó Saving Agnes, su primera novela, a los 26 años. En ella se tocan temas como la feminidad y la sátira social que permanecerán centrales en el resto de su obra. Como respuesta a los límites de la novela como género para representar la experiencia femenina, comenzó a trabajar con la no ficción. Sus relatos autobiográficos sobre la maternidad y el divorcio (A Life's Work y Aftermath) fueron tan revolucionarios como controversiales.
Cusk intentó con éxito buscar una nueva forma de representar la experiencia personal evitando la subjetividad y la literalidad, libre de las convenciones literarias establecidas. Este proyecto se transformó en una trilogía: Outline, Transit y Kudos. Sobre Outline, que fue una de las 5 mejores novelas del 2015 según el New York Times, Heidi Julavits escribió para este mismo diario: "si bien la narradora nunca está sola, leer Outline se siente como estar bajo el agua, apartado de otra gente por una sustancia más densa que el aire. Pero no hay nada difuso o mudo sobre la prosa y la visión literaria de Cusk: pase tiempo con esta novela y se convencerá de que es una de las escritoras vivas más inteligentes".
En un extenso perfil sobre la autora para The New Yorker Alexandra Schwartz escribió: "la crítica considera estos libros como una reinvención de la novela, y definitivamente son un punto de partida para ello, una fusión entre ficción e historia oral. Cada testigo sufrió y sobrevivió una versión distinta de la misma experiencia pero, contraintuitivamente, los eventos al ser repetidos no conducen a una revelación. La estructura del texto, un mosaico de fragmentos, refleja la naturaleza inestable de la memoria. Vale la pena destacar que Outline fue publicado en 2014, un año antes de que Svetlana Alexievich ganara el Premio Nobel. Alexievich entrevista mujeres y hombres que atravesaron cataclismos –la Segunda Guerra Mundial, Chernobyl, los gulags soviéticos– y hace cristalizar estos testimonios en lo que la Academia Sueca denominó una "historia de emociones". Cusk fue criticada por ignorar cuestiones políticas y la desigualdad social, y la catástrofe central en su ficción es la vida familiar. Pero sus historias orales imaginarias están exquisitamente de acuerdo con las maneras en la que los humanos se victimizan unos a otros".

## Vida personal
Cusk está casada con el artista Siemon Scamell-Katz. La familia vive en Londres y Norfolk con sus dos hijas. Previamente estuvo casada hasta 2011 con el fotógrafo Adrian Clarke. Su divorcio fue un tema principal de su obra.

### Premios y premios
- - 1993 Whitbread First Novel Award - Saving Agnes[10]
  - 1997 Somerset Maugham Award - The Country Life[11]
  - 2003 Whitbread Novel Award (shortlist) - The Lucky Ones[12]
  - 2005 Man Booker Prize (longlist) – In the Fold[13]
  - 2007 Orange Prize for Fiction (shortlist) - Arlington Park [cita requerida]
  - 2014 Goldmiths Prize (shortlist)
  - 2015 Folio Prize (shortlist)
  - 2015 Bailey's Prize (shortlist)
  - 2015 Scotiabank Giller Prize (shortlist)[14]
  - 2015 Governor General's Literary Award for Fiction (shortlist)
  - 2016 Goldsmiths Prize (shortlist)
  - 2017 Scotiabank Giller Prize (shortlist)[15]
  - 2018 Goldsmiths Prize (shortlist)[16]